# Mexikói izsópfű
A mexikói izsópfű (Agastache mexicana) a kétszikűek (Eudicots) csoportjának,  árvacsalánfélék (Lamiaceae) családjába tartozó faja. 
Botanikai elnevezésének első tagja (Agastache) a görög agathos, azaz „figyelemreméltó”, vagy agastache, azaz „számtalan csúcs” szavakból ered, míg a mexicana tagja a származási helyére utal.

## Megjelenése
60-80 cm magas, bokrosan növekvő, felálló hajtású, tömött ajakos virágfüzérekből álló növény. A rovarok nagyon kedvelik, mert nektárban igen gazdagok a virágai.

## Előfordulása
A félárnyékos, napos helyeket, a nedves talajt kedveli, de a pangó vízre és a hidegre érzékeny.
Mexikóból származik. Dekoratív virágai miatt Magyarországon is egyre népszerűbb.

## Felhasználása
Fűszerként frissen szedett leveleit alkalmazzák, amit csak a főzés végén adnak az ételekhez, így megőrzik aromájukat. Szószokat, leveseket, salátákat, halételeket ízesítenek vele, aromája a francia tárkonyéra hasonlít, ezért tárkony helyett is használható.
Levelei édes, ánizs ízűek, cukorpótlóként is szeretik tea ízesítésre. Nemcsak jó ízűek, de nagyon egészségesek is.

## Képgaléria
|  |